# Billy Maxted
William George „Billy“ Maxted (* 21. Januar 1917 in Racine (Wisconsin); † 11. Oktober 2001 in Fort Lauderdale) war ein US-amerikanischer Jazzpianist und Arrangeur.

## Leben
Maxted studierte von 1937 bis 1940 an der Juilliard School und spielte nebenbei mit Ben Pollack, Red Nichols (1937 bis 1940) und Teddy Powell. 1940 bis 1942 spielte er in der Bigband von Will Bradley, diente in der US-Navy und leitete ab 1945 eine eigene Dixieland-Band in New York (The Manhattan Jazz Group). Er arrangierte für Benny Goodman und Claude Thornhill und 1947/48 leitete er eine Band mit Ray Eberle. In den 1950er-Jahren spielte er u. a. mit Bobby Hackett, Phil Napoleon, Billy Butterfield, Pee Wee Erwin und John Dengler in New York und hatte dort eigene Combos. Er nahm in den 1950ern und 1960er-Jahren mehrere Platten unter eigenem Namen auf. Er spielte gern Boogie-Woogie und Stride-Piano und in Greenwich Village häufig im Nick’s, wo er Hauspianist war.
1959 hatte Reg Owen mit der Komposition Manhattan Spiritual von Maxted einen Top-10 Hit.
1961 zog er nach Fort Lauderdale.
Neben Aufnahmen unter eigenem Namen nahm er mit Red Nichols, Pee Wee Erwin und Bob Crosby auf.